# Saison 3 de Mistresses
Chronologie
Saison 2 Saison 4
Cet article présente les treize épisodes de la troisième saison de la série télévisée américaine Mistresses.

## Généralités
- Aux États-Unis, cette troisième saison est diffusée du 18 juin 2015 au 3 septembre 2015 sur le réseau ABC.
- À la suite d'un changement du lieu de tournage pour Vancouver, au Canada, Alyssa Milano décide de quitter la série car elle souhaite rester auprès de sa famille.
- Jennifer Esposito fait son arrivée dans la série.

## Distribution

### Acteurs principaux
- Yunjin Kim (VF : Yumi Fujimori) : Karen Kim
- Rochelle Aytes (VF : Sophie Riffont) : April Malloy
- Jes Macallan (VF : Victoria Grosbois) : Josslyn « Joss » Carver
- Brett Tucker (VF : Stéphane Pouplard) : Harry Davis
- Rob Mayes (VF : Thibaut Lacour) : Mark Nickleby[1]
- Jennifer Esposito (VF : Malvina Germain) : Calista Raines[2]

### Acteurs récurrents et invités
- Corinne Massiah (VF : Garance Pauwels) : Lucy Malloy, fille d'April et Paul
- Justin Hartley (VF : Martial Le Minoux) : Scott Trosman (épisodes 1, 5 et 10)
- Kate Beahan (VF : Pauline Moingeon Vallès) : Miranda Nickleby (épisodes 1, 12 et 13)
- Jason George (VF : Denis Laustriat) : Dominic Taylor (épisode 1)
- Jason Gerhardt (en) (VF : Cédric Dumond) : Zack Kilmer (épisode 1)
- Lee Garlington (VF : Monique Nevers) : Eleanor Trosman (épisode 1)
- Rebeka Montoya (en) (VF : Magali Rosenzweig) : Antonia « Toni » Ruiz (épisode 3)
- Ricky Whittle (VF : Jean-Baptiste Anoumon) : Daniel Zamora (épisode 10)
- Julius Fair : Scotty Nickleby, fils de Miranda
- Ed Quinn : Dr Alec Adams[3]
- Sonja Bennett (en) : Vivian Adams
- Emmanuelle Vaugier : Niko[4] (épisodes 2 à 7)
- Brian J. White : Blair[5] (épisodes 4 à 11)
- Kavan Smith : Ellis Boone
- Jarod Joseph : Wilson Corvo
- Corey Sevier : David Hudson
- Andrew Airlie : Father John (épisodes 5, 6, 9 et 10)
- Christine Willes : Patty Deckler, avocate de Calista
- Noam Jenkins : Luca Raines (épisodes 2 à 8)
- Chrishell Stause : Yoga Woman[6] (épisode 5)

## Liste des épisodes

### Épisode 1:Mariage surprise
- États-Unis /  Canada : 18 juin 2015 sur ABC / CTV
- France : 3 février 2016 sur Téva
- Suisse : 27 juillet 2016 sur RTS Un
- Québec : 8 janvier 2017 sur Moi & Cie Télé

- États-Unis : 3,78 millions de téléspectateurs[7] (première diffusion)
- Canada : 676 000 téléspectateurs[8] (première diffusion + différé 7 jours)

### Épisode 2:Détectives de choc
- États-Unis /  Canada : 18 juin 2015 sur ABC / CTV
- France : 3 février 2016 sur Téva
- Suisse : 27 juillet 2016 sur RTS Un
- Québec : 15 janvier 2017 sur Moi & Cie Télé

- États-Unis : 3,79 millions de téléspectateurs[7] (première diffusion)
- Canada : 676 000 téléspectateurs[8] (première diffusion + différé 7 jours)

### Épisode 3:Chaud devant
- États-Unis /  Canada : 25 juin 2015 sur ABC / CTV
- France : 3 février 2016 sur Téva
- Suisse : 3 août 2016 sur RTS Un
- Québec : 22 janvier 2017 sur Moi & Cie Télé

- États-Unis : 3,31 millions de téléspectateurs[9] (première diffusion)

- Ed Quinn (Alec)
- Corinne Massiah (Lucy)
- Emmanuelle Vaugier (Niko)
- Kavan Smith (Ellis)
- Noam Jenkins (Luca)
- Julius Fair (Scotty)
- Chloe Babcock (Eva)
- Rebeka Montoya (Antonia)

### Épisode 4:Séduction et tentations
- États-Unis /  Canada : 2 juillet 2015 sur ABC / CTV
- France : 10 février 2016 sur Téva
- Suisse : 3 août 2016 sur RTS Un
- Québec : 29 janvier 2017 sur Moi & Cie Télé

- États-Unis : 3,04 millions de téléspectateurs[10] (première diffusion)

- Ed Quinn (Alec)
- Sonja Bennett (Vivian)
- Corinne Massiah (Lucy)
- Emmanuelle Vaugier (Niko)
- Noam Jenkins (Luca)
- Julius Fair (Scotty)
- Brian J. White (Blair)

### Épisode 5:Jamais deux sans trois
- États-Unis /  Canada : 9 juillet 2015 sur ABC / CTV
- France : 10 février 2016 sur Téva
- Suisse : 10 août 2016 sur RTS Un
- Québec : 5 février 2017 sur Moi & Cie Télé

- États-Unis : 3,49 millions de téléspectateurs[11] (première diffusion)

- Ed Quinn (Alec)
- Sonja Bennett (Vivian)
- Brian J. White (Blair)
- Emmanuelle Vaugier (Niko)
- Noam Jenkins (Luca)
- Jarod Joseph (Wilson)
- Justin Hartley (Scott)
- Andrew Airlie (Father John)

### Épisode 6:Quelques maux d'amour
- États-Unis /  Canada : 16 juillet 2015 sur ABC / CTV
- France : 10 février 2016 sur Téva
- Suisse : 10 août 2016 sur RTS Un
- Québec : 12 février 2017 sur Moi & Cie Télé

- États-Unis : 3,29 millions de téléspectateurs[12] (première diffusion)

- Ed Quinn (Alec)
- Sonja Bennett (Vivian)
- Corinne Massiah (Lucy)
- Brian J. White (Blair)
- Emmanuelle Vaugier (Niko)
- Kavan Smith (Ellis)
- Noam Jenkins (Luca)
- Julius Fair (Scotty)
- Chloe Babcook (Eva)
- Jarod Joseph (Wilson)
- Andrew Airlie (Father John)
- Christine Willes (Patty Deckler)
- Marcus Rosner (Brad)
- Linda Kee (Tessa)
- Bernard Curry (Joe the Waiter)
- Kristine Cofsky (Sarah)
- Jessie Fraser (Mara)
- Donna Soares (Kathy Cho)

### Épisode 7:L'Appât
- États-Unis /  Canada : 23 juillet 2015 sur ABC / CTV
- France : 17 février 2016 sur Téva
- Suisse : 17 août 2016 sur RTS Un
- Québec : 19 février 2017 sur Moi & Cie Télé

- États-Unis : 2,94 millions de téléspectateurs[13] (première diffusion)

- Ed Quinn (Alec)
- Corinne Massiah (Lucy)
- Emmanuelle Vaugier (Niko)
- Noam Jenkins (Luca)
- Julius Fair (Scotty)
- Jarod Joseph (Wilson)
- Lynn Whitfield (Marjorie)
- Carmel Amit (Ariella Greenberg)
- Michael Sangha (Kevin)
- Eva Day (Lindsay)

### Épisode 8:Le Crime était presque parfait
- États-Unis /  Canada : 30 juillet 2015 sur ABC / CTV
- France : 17 février 2016 sur Téva
- Suisse : 17 août 2016 sur RTS Un
- Québec : 26 février 2017 sur Moi & Cie Télé

- États-Unis : 3,09 millions de téléspectateurs[14] (première diffusion)

- Corinne Massiah (Lucy)
- Brian J. White (Blair)
- Noam Jenkins (Luca)
- Samantha Ferris (Detective Whitehead)
- CJ Lindsey (Detective Cannon)
- Chelan Simmons (Ever)

### Épisode 9:Ma pire meilleure amie
- États-Unis /  Canada : 6 août 2015 sur ABC / CTV
- France : 17 février 2016 sur Téva
- Suisse : 24 août 2016 sur RTS Un
- Québec : 5 mars 2017 sur Moi & Cie Télé

- États-Unis : 2,54 millions de téléspectateurs[15] (première diffusion)

- Corinne Massiah (Lucy Malloy)
- Brian White (Blair Patterson)
- Corey Sevier (David Hudson)
- Jarod Joseph (Wilson Corvo)
- Andrew Airlie (Father John)
- Samantha Ferris (détective Libby Whitehead)
- Christine Willes (Patty Deckler)
- Gabe Khouth (Crappy Lawyer)
- Françoise Yip (Doctor)
- Gabriela Zimmerman (Maritza Rubio)
- Merrilyn Gann (Sandra Bowler)
- Aren Buchholz (Teddy)
- Stormy Ent (Denise)

### Épisode 10:Soyez sympas, rembobinez
- États-Unis /  Canada : 13 août 2015 sur ABC / CTV
- France : 24 février 2016 sur Téva
- Suisse : 24 août 2016 sur RTS Un
- Québec : 12 mars 2017 sur Moi & Cie Télé

- États-Unis : 2,98 millions de téléspectateurs[16] (première diffusion)

- Kavan Smith (Ellis Boone)
- Corey Sevier (David Hudson)
- Katie Messina (Roz)
- Justin Hartley (Scott Trosman)
- Ricky Whittle (Daniel Zamora)
- Andrew Airlie (Father John)
- Carmel Amit (Ariella « Ari » Greenberg)
- Gavin Cooke (Guard)

### Épisode 11:La Gifle
- États-Unis /  Canada : 20 août 2015 sur ABC / CTV
- France : 24 février 2016 sur Téva
- Suisse : 31 août 2016 sur RTS Un
- Québec : 19 mars 2017 sur Moi & Cie Télé

- États-Unis : 3,3 millions de téléspectateurs[17] (première diffusion)

- Corinne Massiah (Lucy Malloy)
- Brian White (Blair Patterson)
- Julius Fair (Scotty Nickleby)
- Corey Sevier (David Hudson)
- Jarod Joseph (Wilson Corvo)
- Katie Messina (Roz)
- Chloe Babcook (Eva)
- Carmel Amit (Ariella « Ari » Greenberg)
- Stormy Ent (Denise)
- Samantha Ferris (détective Libby Whitehead)
- Christine Willes (Patty Deckler)
- Gabriela Zimmerman (Maritza Rubio)

### Épisode 12:Le Bénéfice du doute
- États-Unis /  Canada : 27 août 2015 sur ABC / CTV
- France : 24 février 2016 sur Téva
- Suisse : 31 août 2016 sur RTS Un
- Québec : 26 mars 2017 sur Moi & Cie Télé

- États-Unis : 3,23 millions de téléspectateurs[18] (première diffusion)
- Canada : 768 000 téléspectateurs[19] (première diffusion + différé 7 jours)

- Corinne Massiah (Lucy Malloy)
- Julius Fair (Scotty Nickleby)
- Corey Sevier (David Hudson)
- Katie Messina (Roz)
- Kate Beahan (Miranda Nickleby)
- Nicholas Carella (Sous Chef Phil)
- Carmel Amit (Ariella « Ari » Greenberg)
- Michael Northey (Ron Friedman)
- Samantha Ferris (détective Libby Whitehead)
- Kaaren de Zilva (Dr Shannon Gardner)
- Christine Willes (Patty Deckler)
- Alison Wandzura (Dr Jenkins)

### Épisode 13:Impossibles adieux
- États-Unis /  Canada : 3 septembre 2015 sur ABC / CTV
- France : 24 février 2016 sur Téva
- Suisse : 7 septembre 2016 sur RTS Un
- Québec : 2 avril 2017 sur Moi & Cie Télé

- États-Unis : 2,7 millions de téléspectateurs[20] (première diffusion)

- Corinne Massiah (Lucy Malloy)
- Kavan Smith (Ellis Boone)
- Julius Fair (Scotty Nickleby)
- Corey Sevier (David Hudson)
- Jarod Joseph (Wilson Corvo)
- Katie Messina (Roz)
- Kate Beahan (Miranda Nickleby)
- Carmel Amit (Ariella « Ari » Greenberg)
- Christine Willes (Patty Deckler)
- Alison Wandzura (Dr Jenkins)